# Eugen Varga
Eugen Samuilovitj Varga, ursprungligen Weisz, född den 9 november 1879 i Budapest, Österrike-Ungern, död den 7 oktober 1964 i Moskva, Sovjetunionen, var en ungersk-sovjetisk marxistisk ekonom.
Varga föddes i en judisk familj. Han studerade i Berlin, Paris och Budapest, och avlade 1909 doktorsexamen i filosofi samt blev 1918 professor i politisk ekonomi vid Budapests universitet. År 1906 anslöt sig Varga till Ungerns socialdemokratiska parti, där han tillhörde vänsterflygeln, och under den kortlivade ungerska rådsrepubliken 1919 verkade han som finansminister. Efter rådsrepublikens krossande flydde Varga tillsammans med ett flertal andra ledande ungerska kommunister till Wien, och 1920 vidare till Sovjetryssland, där han kom att arbeta med ekonomiska frågor inom Komintern. Åren 1922–1927 var han anställd vid det sovjetiska handelsdepartementet i Berlin.
Under 1920- och 1930-talet blev Varga omtalad som en av de främsta sovjetiska ekonomerna, och verkade bland annat som ekonomisk rådgivare åt Vladimir Lenin och Josef Stalin samt inom Komintern. Han kom 1927–1947 att leda Institutet för världsekonomi och världspolitik i Moskva och var från 1939 ledamot av Sovjetunionens Vetenskapsakademi.
Vargas bok Izmeneniia v ekonomike kapitalizma v itoge vtoroi mirovoi voiny ('Förändringar i den kapitalistiska ekonomin efter andra världskriget', 1946), där han argumenterade för att kapitalismen efter andra världskriget på flera håll närmat sig den socialistiska ekonomin, bland annat genom introducerandet av vissa nivåer av välfärd och ekonomisk planering, utlöste emellertid en långdragen polemik där Varga kritiserades och avfärdades från officiellt håll. Varga kom slutligen att ta avstånd från boken 1949, och hans teorier rehabiliterades sedermera efter Nikita Chrusjtjovs maktövertagande; detta trots att Varga fortsatte att påpeka det kapitalistiska systemets förestående kollaps och ersättande med socialismen som en nödvändighet; något som stod i öppen konflikt med Chrusjtjovs linje om så kallad fredlig samexistens mellan de socialistiska och kapitalistiska världarna.
1954 och 1959 tilldelades Varga Leninorden, 1954 Stalinpriset och 1963 Leninpriset.